# Studioman

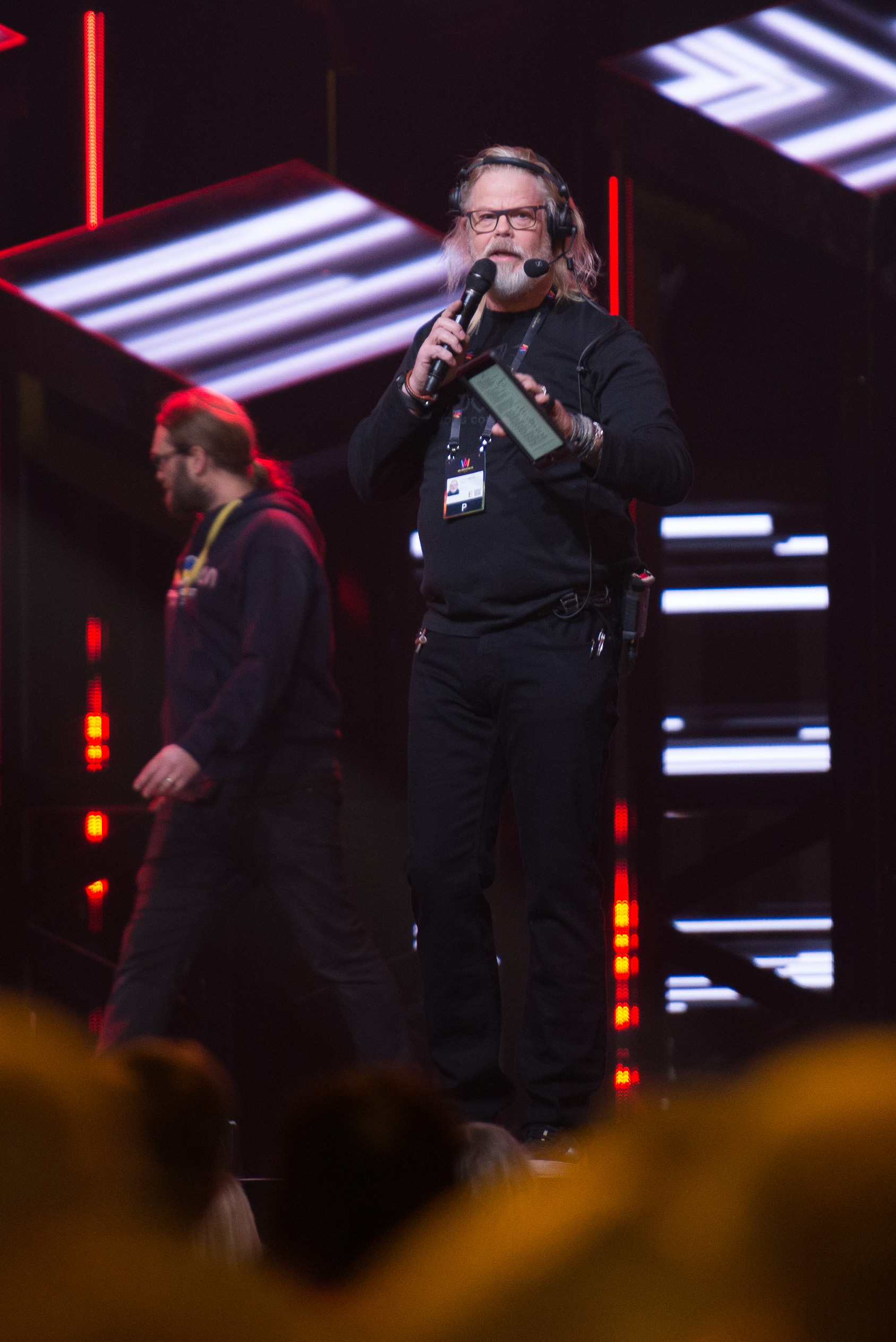
Studiomannen Henric von Zweigbergk vid sändningen av finalen av Melodifestivalen 2018.

Studioman är ett yrke inom television. Det är en samordnande roll i en TV-studio.
Studiomannen fungerar i en TV-studio eller OB-bussproduktion som bildproducentens förlängda arm på TV-studiogolvet och ansvarar för medverkande och eventuell publik, ungefär som en inspicient på en teater eller en inspelningsledare på en filminspelning. Kontrollrummets instruktioner till de medverkande går genom studiomannen, som också rapporterar tillbaka och ger tecken om programtiden för olika medverkandes inslag etc. Studiomannen räknar ner aktuella tider, de sista sekunderna ofta ljudlöst med fingrarna och visar publiken när det är lämpligt att applådera och när man önskar tystnad.